# اصطهبانات
اصطهبانات (بالفارسية: استهبان) هي مدينة إيرانية تقع مقاطعة اصطهبانات في محافظة فارس.
يبلغ عدد سكانها 33,101 حسب إحصاء عام 2006 م.

## أعلام
- نظام الدين فقيه
- فقير الإصطهباناتي